# غاري شتاينر
غاري شتاينر (بالإنجليزية: Gary Steiner)‏ هو فيلسوف أمريكي، ولد في 22 أغسطس 1956.